# Thomas Greenway
Pour les articles homonymes, voir Greenway.
Thomas Greenway (né le 25 mars 1838 et décédé le 30 octobre 1908) était un homme politique, marchand et fermier canadien. 

## Biographie
Il a été premier ministre du Manitoba de 1888 à 1900. Siégeant sous la bannière du Parti libéral du Manitoba, son mandat met officiellement fin au système de gouvernement non-partisan du Manitoba, bien qu'un système bipartisan de facto avait été en existence depuis plusieurs années déjà.
Le 31 mars 1890, sous la pression de la population à majorité anglophone, il refuse de subventionner les écoles catholiques qui ne se soumettrait pas au programme du Département de l'Instruction Publique (enseignement religieux facultatif et réduit). La question des écoles du Manitoba va empoisonner la vie politique de la Confédération jusqu’aux élections de 1896.